# شلاينيكون
شلاينيكون (بالألمانية: Schleinikon) هي إحدى بلديات مقاطعة ديلسدورف في كانتون زيورخ في سويسرا. تبلغ مساحتها 5.65 كيلومتر مربع، ويقدر عدد سكانها بـ 736 نسمة (حسب تعداد ديسمبر 2017).